# Виртешкою (комуна)
Виртешкою (рум. Vârteșcoiu) — комуна у повіті Вранча в Румунії. До складу комуни входять такі села (дані про населення за 2002 рік):
- Бечу (438 осіб)
- Виртешкою (1202 особи)
- Олтень (255 осіб)
- П'єтроаса (260 осіб)
- Римнічанка (240 осіб)
- Фараоанеле (1028 осіб)

Комуна розташована на відстані 163 км на північний схід від Бухареста, 8 км на захід від Фокшан, 81 км на північний захід від Галаца, 114 км на схід від Брашова.

## Населення
За даними перепису населення 2002 року у комуні проживали 3423 особи.
Національний склад населення комуни:
| Національність            | Кількість осіб | Відсоток |
| ------------------------- | -------------- | -------- |
| румуни                    | 3420           | 99,9%    |
| угорці                    | 1              | < 0,1%   |
| не вказали національність | 1              | < 0,1%   |

Рідною мовою назвали:
| Мова      | Кількість осіб | Відсоток |
| --------- | -------------- | -------- |
| румунська | 3422           | > 99,9%  |
| угорська  | 1              | < 0,1%   |

Склад населення комуни за віросповіданням:
| Релігія            | Кількість осіб | Відсоток |
| ------------------ | -------------- | -------- |
| православні        | 3407           | 99,5%    |
| бретрени           | 8              | 0,2%     |
| римо-католики      | 1              | < 0,1%   |
| п'ятдесятники      | 1              | < 0,1%   |
| греко-католики     | 1              | < 0,1%   |
| адвентисти         | 1              | < 0,1%   |
| не вказали релігію | 2              | 0,1%     |